# The Baby (film 1915)
The Baby è un cortometraggio muto del 1915 diretto da Chester M. Franklin e da Sidney Franklin.  I due registi erano fratelli e questo è, per entrambi, l'esordio nella regia.

## Produzione
Il film fu prodotto dalla Reliance Film Company.

## Distribuzione
Distribuito dalla Mutual Film, il film - un cortometraggio in una bobina - uscì nelle sale statunitensi il 5 maggio 1915.